# La Presse nautique
La Presse nautique est un magazine gratuit sur les activités nautiques et de plein air, publié au Québec.
Magazines La Presse Nautique
12 500 exemplaires / 2 parutions par an